# Drenovo
Drenovo (mazedonisch Дреново, alte bulgarische Schreibweise bis 1945 Дрѣново) ist ein Dorf im zentralen Teil Nordmazedoniens, das zur Gemeinde Čaška gehört. Die nächstgelegene Stadt ist Veles.

## Geschichte

Karte von Drenovo innerhalb der Gemeinde Čaška

Drenovo liegt im Topolka-Tal und grenzt mit der historischen Landschaft Azot, etwa 33 km von Veles entfernt. Die im 17. Jahrhundert erbaute orthodoxe Kirche im Dorf ist der Christi Himmelfahrt gewidmet.
Die französischsprachige Statistik Ethnographie des Vilayets d'Andrinople, de Monastir et de Salonique zählte im Jahr 1873 für Drenovo 32 Haushalte mit 127 Bulgaren auf.
Seine Bewohner bekannten sich zu Beginn des 19. Jahrhunderts in einem Plebiszit zum bulgarischen Exarchat und waren Teil des bulgarischen Millets. Laut der Statistik des Ethnographen Wassil Kantschow aus dem Jahr 1900 zählte Drenovo 450 Einwohner, welche er allesamt als Bulgaren deklarierte. Nach den Statistiken des Sekretärs des Exarchats Dimitar Mischew (La Macedoine et sa Population Chrétienne) im Jahr 1905 lebten in Drenovo 536 bulgarische Exarchisten.
Die Region Azot wurde zu Beginn des 20. Jahrhunderts Schauplatz blutiger Kämpfe und Scharmützel zwischen den bulgarischen Komitadschi der Inneren Makedonisch-Adrianopeler Revolutionären Organisation (WMORO) und den serbischen Tschetniks, welche sich teilweise erfolgreich in der Region eingenistet hatten.
Drenovo ist eines der wichtigsten Dörfer in der Region, das Widerstand gegen die serbischen Milizen von Jovan Babunski leistete. Im Jahr 1907 wurde Drenovo von serbischen Tschetniks angegriffen, wobei der bulgarische Wojwode Stefan Wardarski und 4 weitere seiner Mitkämpfern starben. Etwa 11 Häuser wurden in Drenovo von den serbischen Tschetniks angezündet.
Aus diesem Ereignis entstand das serbische Lied Spremte se spremte, četnici (dt. Macht euch bereit, Tschetniks).
Im Zuge des Balkankrieges meldeten sich zwei Dorfbewohner freiwillig bei der Makedonisch-Adrianopeler Landwehr, einem Freiwilligenverband der bulgarischen Armee.
1927 führte der deutsche Forscher Leonhard Schultze Drenovo auf seiner Karte Mazedoniens auf und ordnete es als ein bulgarisch-christliches Dorf ein.
Laut der letzten Volkszählung von 2002 lebten in Drenovo 54 Einwohner, allesamt Mazedonier.